# نهر بوك الجنوبي
هذه المقالة هي عن نهر بوه الجنوبي، في جنوب أوكرانيا. لنهر بوك فب بولندا ، أحد روافد نهر فيستولا، انظر نهر بوك.

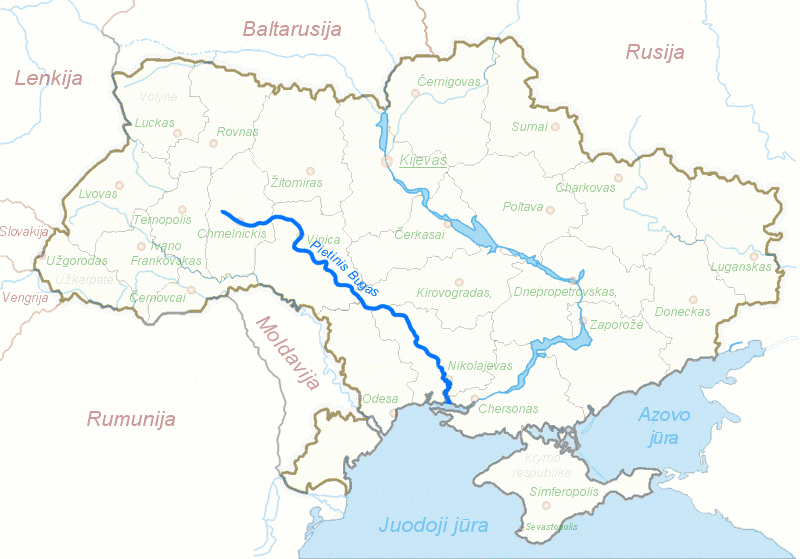
نهر بوك الجنوبي في غرب أوكرانيا

بوك الجنوبي و يسمى أيضا بوه الجنوبي، (الأوكرانية: Південний Буг، Pivdennyi بوه: الروسية: Южный Буг، بوك يوجني,بالعثمانية التركية أق سو النهر الأبيض (أكسو))،  هو نهر يقع في غرب جنوب أوكرانيا.
موقع النهر في غرب أوكرانيا، يبدا في مرتفعات فولين-بوديلا ، حوالي 145 كم من الحدود البولندية، ثم يتدفق بأتجاه جنوب شرقي إلى المصب (حوض البحر الأسود) يخترق السهوب الجنوبية. طوله 806 كيلومترا (501 ميل) ومساحة حوض التصريف 63،700 كيلومتر مربع.

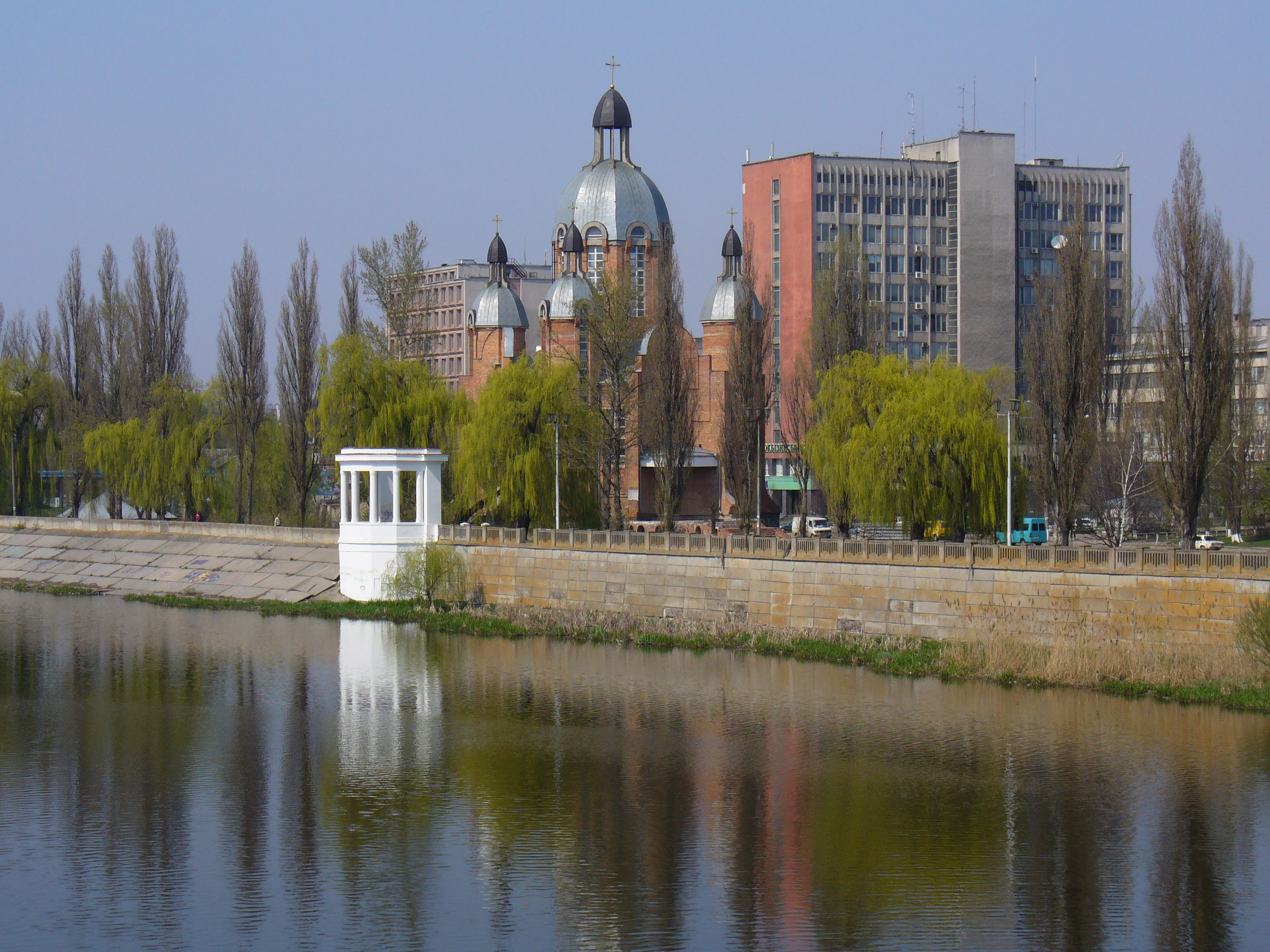
بوك الجنوبي عند مديتة فينيتسا.

المدن الكبرى على بوك الجنوبي: خملنيتسكى، فينيتسا، برفومايسك، ميكولايف (تسلسل المدن من الشمال إلى الجنوب).

## روابط خارجية
- Southern Buh rafting
- (Polish) Boh in the Geographical Dictionary of the Kingdom of Poland (1880)
- (Russian) Photos of the Southern Buh coasts